# Гель-павутинка
Гель-тягучка або павутинка (англ. spider gel) - це різновид гель-фарби, так званий 3D гель, за допомогою якого можна створити унікальний дизайн манікюру у вигляді тонких ліній павутинок і витончених малюнків. Гель має тягучу консистенцію. Гель-павутинка для нігтів набирає величезну популярність у майстрів манікюру за простоту і легкість у використанні. Чіткість і яскравість малюнків, зроблених спайдер гелем, досягається завдяки гарній пігментації і густій консистенції. Робота з цим матеріалом не складе складності навіть для новачка неіл-індустрії. Гель-павутинка не має липкого шару, наноситься поверх топа, що не складає ніяких труднощів у застосуванні.
Особливості гель-павутинки зроблять роботу з нею дуже легкою:
1. тягучість (при набиранні на пензель, створюється нитка, яка не рветься);
2. чіткість ліній;
3. нанесення (наносити павутинку можна поверх гель-лака або топа після полімеризації і зняття липкого шару);
4. відсутність липкого шару (після нанесення полімеризується в LED і UV лампах по 30 і 120 секунд відповідно);
5. 3D ефект.

Як зробити гель-тягучку самостійно?
- Для цього в палітру необхідно додати невелику кількість гель-фарби, краще всього якщо це буде гель-паста. Далі потрібно додати крапельку клею pva.
- Зверніть увагу, що клей повинен бути справжнім, тягнеться, дуже густим. Після цього кистю перемішайте і перевірте, наскільки добре тягнеться ця субстанція.
- У підсумку ви отримаєте масу, яка буде нагадувати гель-пасту, але дуже добре тягнутися, як жуйка. Багато майстрів, які намагалися створювати такий гель самостійно, відзначають, що не у всіх виходить.
- Бо іноді клей pva продається досить рідкий, і спочатку дуже погано тягнеться. Тому і створити гель-тягучку за допомогою такого клею практично неможливо.

Вартість даного матеріалу зовсім невисока, щоб намагатися замісити щось самостійно. Майстри манікюру можуть придбати собі таку тягучку без особливого збитку для сімейного бюджету. Це також стосується і домашніх користувачів, які покривають нігті самостійно, але також віддають переваги геометрії. У середньому баночка такого гелю-тягучки коштує приблизно 2-3 долара.
| Інструмент манікюру   | Для чого використовується                                                                                               | Середня ціна в Україні |
| --------------------- | --- | ---------------------- |
| Тонкий пензель        | Для нанесення бази та підрівнювання краю покриття біля основи нігтьової пластини і малювання                            | 30 грн                 |

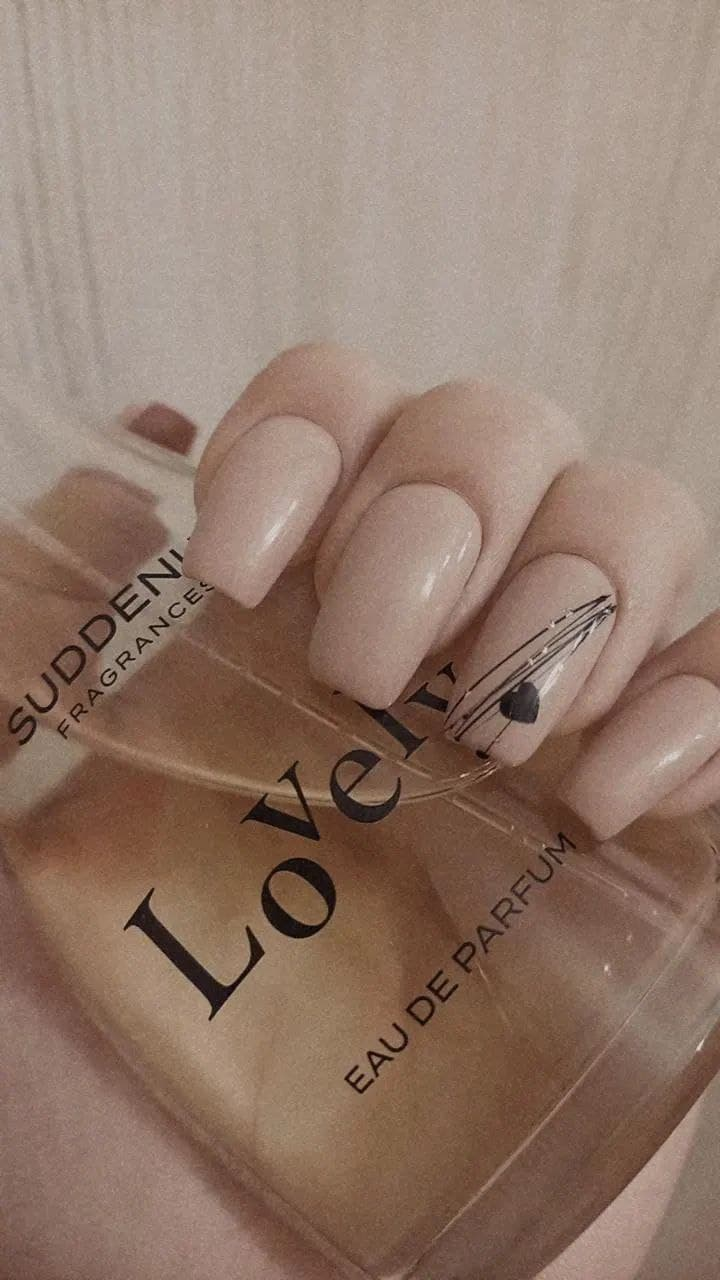
Варіант дизайну манікюру з гелем-павутинкою

| Дотс (доттер)         | Для створення візерунків на нігтьовій пластині (розміщення точок і гуртків різного розміру)                             | 30 грн                 |
| Лампа (UV або LED)    | Для полімеризації (сушіння) покриття                                                                                    | 400 грн                |
| Бафик                 | Для шліфування поверхні нігтьової пластини                                                                              | 30 грн                 |
| Засіб для знежирення  | Для підсушення і очищення натуральної поверхні, і її розпушення                                                         | 80 грн                 |
| Праймер               | Для ретельного знежирювання, очищення і сушки нігтя                                                                     | 80 грн                 |
| Базове покриття       | Для зчеплення полімерного матеріалу з натуральною нігтьовою пластиною (наноситься в якості початкового (базового) шару) | 60 грн                 |
| Гель-лак (кольоровий) | Для створення кольорового покриття нігтьової пластини                                                                   | 60 грн                 |
| Павутинка             | Для створення дизайну                                                                                                   | 70 грн                 |
| Топове покриття       | Для захисту манікюру від зовнішніх впливів, продовження його стійкості                                                  | 120 грн                |

1. ↑  Що таке гель-павутинка?. TUFI SHOP (Українська) .
2. ↑  Що таке баф для полірування нігтів та як ним користуватися?. Cosmetic Trends (Українська) . Архів оригіналу за 20 грудня 2021. Процитовано 20 грудня 2021.
3. ↑  База для нігтів: види, поради щодо вибору та використання. Good House (Українська) . Архів оригіналу за 20 грудня 2021. Процитовано 20 грудня 2021.